# Risto Ryti

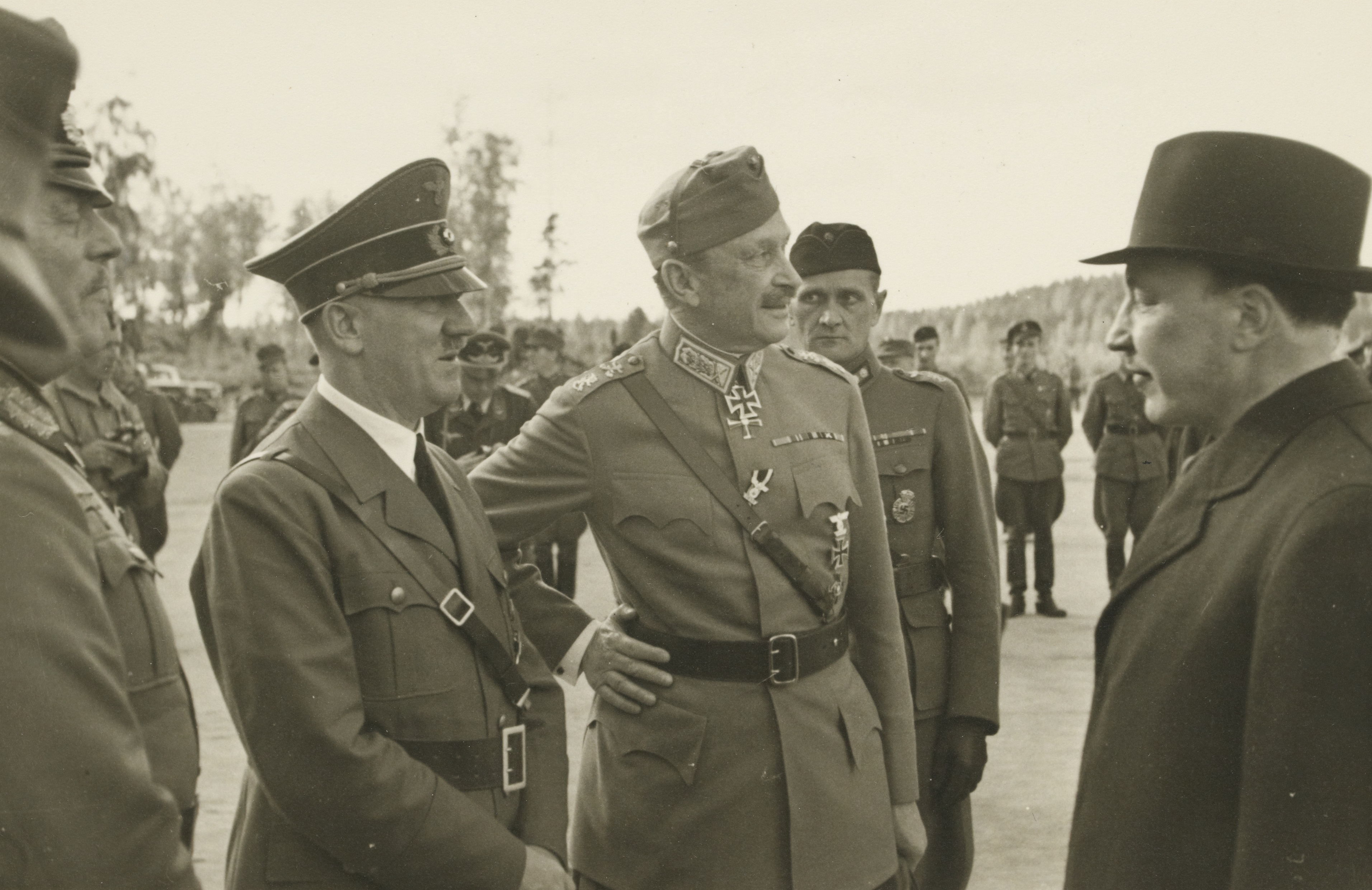
Le 4 juin 1942, le président Ryti reçoit le chancelier Hitler à l'occasion des 75 ans du maréchal Mannerheim.

Risto Ryti (/ˈristo ˈryti/), né le 3 février 1889 à Huittinen et mort le 25 octobre 1956 à Helsinki, est un homme d'État finlandais.

## Biographie

### Enfance et études
Risto Ryti est l'un des sept fils de Kaarle Evert Ryti, un agriculteur, et Ida Vivika Junttila. 
Bien qu'il vienne d'un milieu agricole paysan, pendant son enfance Ryti a à peine participé aux travaux fermiers car il aime surtout les livres. 
Il est brièvement élève du Lycée de Pori (fi), puis il étudie à la maison, avant de s'inscrire à l'université d'Helsinki en 1906 pour étudier le droit. 
Risto Ryti est le seul des sept fils à réussir l'examen d'entrée à l'université, ses trois sœurs sont aussi entrées a l'université.

### Carrière d'avocat
Risto Ryti obtient son diplôme de droit à l'automne 1909 alors que la Finlande entre dans la deuxième période de russification. 
Fuyant l'atmosphère politique oppressive de la capitale, Risto Ryti revient à ses racines du Satakunta, où il s'établit comme avocat à Rauma.
Il fait la connaissance d'Alfred Kordelin, l'un des hommes les plus riches de Finlande. Risto Ryti devient l'avocat d'Alfred Kordelin et les deux hommes deviennent finalement des amis proches.
À cette période, Risto Ryti reprend des études, et obtient il devient varatuomari en 1912.
Risto Ryti est autorisé à siéger au tribunal de district sous la présidence du juge Kyander de la Cour d'Eura.
Au printemps 1914, il s'installe avec son collègue consultant Eric Serlachius à Oxford pour y étudier le droit maritime, mais le déclenchement de la Première Guerre mondiale le force à retourner en Finlande. 
Au cours de ce voyage, il rencontre sa future épouse Gerda Serlachius (fi), la sœur d’Eric Serlachius.
Après leur retour en Finlande, Eric et Risto fondent le cabinet d'avocats Serlachius & Ryti à Helsinki et ils y embauchent Gerda. 
Ryti a été avocat pour le grand donateur Alfred Kordelin. Ryti était le directeur de Kauppa Oy derrière l'océan finlandais de 1919 à 1921.
En 1916, il épouse Gerda Paula Serlachius.
Dans la période qui suit le déclenchement de la Première Guerre mondiale, avant que la Finlande n'accède à son indépendance, les relations commerciales de Risto Ryti avec Alfred Kordelin deviennent plus étroites, et il Alfred Kordelin demande à Risto Ryti de devenir directeur général de ses nombreuses entreprises.
Cependant, en novembre 1917, Risto Ryti et sa femme ont été témoins du meurtre d'Alfred Kordelin par un bolchevik russe.
Des marins russes menés par un tailleur finlandais ont pris en otage Alfred Kordelin, avec l'intention de le voler. Risto Ryti, l'avocat de Kordelin, refusé d'autoriser légalement le vol bien qu'il soit sous la menace d'une arme.
Cependant, des soldats de la garde blanche armée sont présents et la situation se  transforme en une fusillade. 
Vingt personnes dont Alfred Kordelin sont tuées. 
Risto Ryti est sauvé par un dysfonctionnement de l'arme à feu d'un assaillant.

### Carrière politique

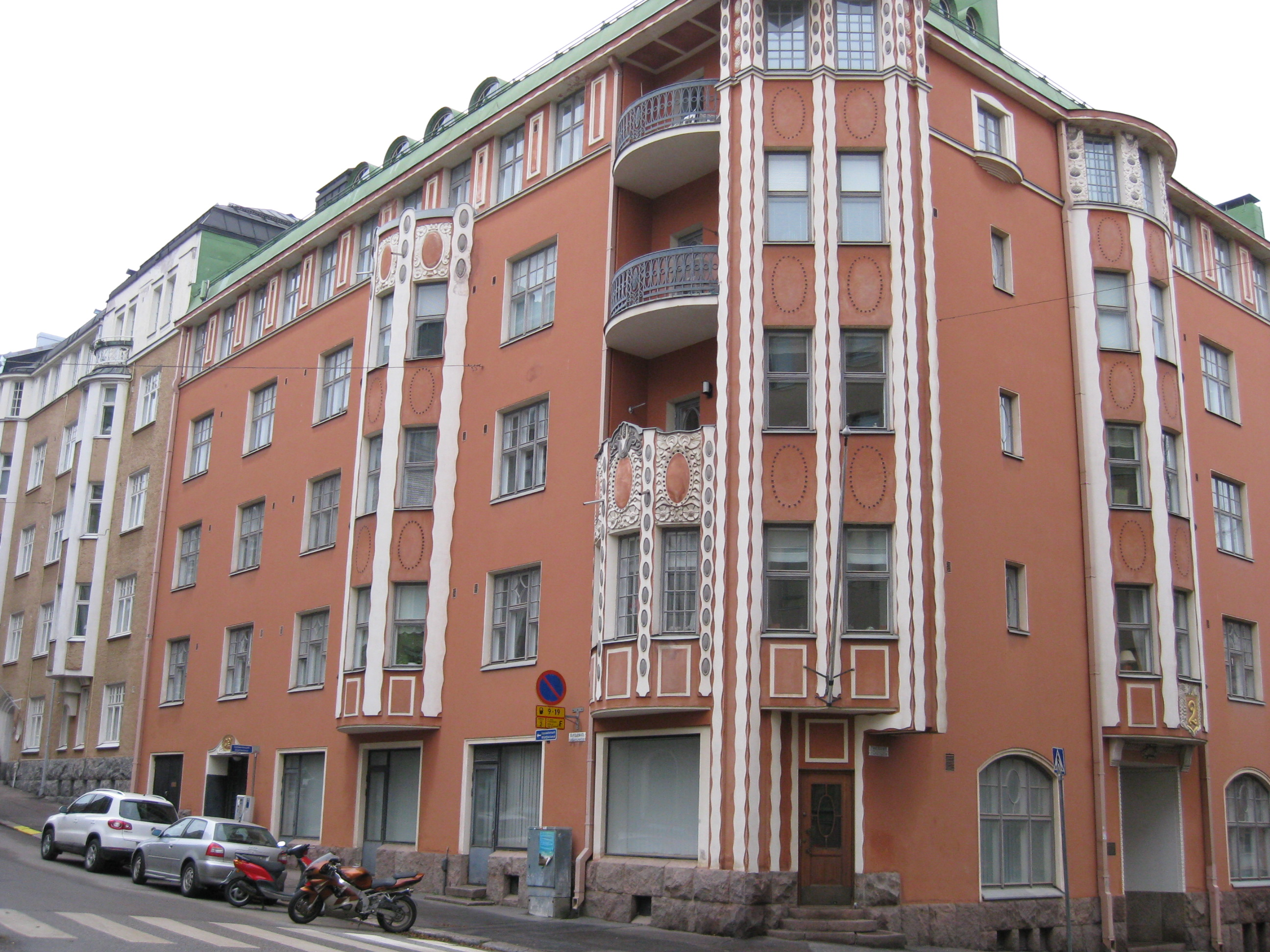
Le bâtiment où Risto Ryti a vécu de 1918 à 1935 à Helsinki

Risto Ryti est député du Parti progressiste national en 1919-1924 et 1927-1929, ministre des Finances en 1921-1924, président du conseil d'administration de la Banque de Finlande en 1924-1939 et 1944-1945 et candidat à la présidence du Parti progressiste national en 1925, premier ministre en 1939–1940 et président de la République en 1940–1944. 
Dès son plus jeune âge, Risto Ryti est considéré comme intelligent et talentueux. Surtout après la guerre civile finlandaise, il est très fortement libéral et s'opposait à la fois au bolchevisme soviétique et à la montée du national-socialisme en Allemagne.
Politiquement, Risto Ryti est d'abord proche du Parti jeune finnois, puis du Parti progressiste national (Finlande), et il est aussi un anglophile. 
En 1934, le roi de Grande-Bretagne lui a décerné le fait chevalier commandeur de l'ordre royal de Victoria pour ses grands mérites dans l’amélioration des relations finlando-britanniques.
Risto Ryti est franc-maçon.
Risto Ryti est témoin de la tuerie de Mommila en 1917, quand Alfred Kordelin est assassiné par des marins russes. 
Risto Ryti et sa femme ont aussi manqué être tués, mais parviennent  à s'échapper.
On pense que cette effusion de sang de Mommila — ainsi que la  grande grève de 1905 — ont eu un effet sur les réserves qu'avait Risto Rytti concernant la gauche et les mouvements populaires radicaux.
Contrairement à la ligne de Kaarlo Juho Ståhlberg, entre autres, il s'est opposé, au Parlement, à l'abolition de la peine de mort après la guerre civile finlandaise et au pardon des prisonniers rebelles.
La position de Risto Ryti est certainement renforcée par le fait que quatre de ses frères ont participé à la guerre civile du côté blanc et l'un d'eux, Niilo, est tombé à Ikaalinen. En février 1922, Gerda Ryti a été témoin de l'assassinat du ministre de l'Intérieur Heikki Ritavuori à Helsinki.
Premier ministre de 1939 à 1940, puis cinquième président de la république de Finlande de 1940 à 1944, il mène la guerre de Continuation contre l'URSS et fait appel aux troupes du Troisième Reich. 
De ce fait, il doit démissionner de son poste de Président. Par la suite, après la fin de la guerre et la victoire soviétique, il sera, au plus fort de l'influence soviétique sur la Finlande, décrété persona non grata. Il ne sera pardonné par le président Juho Kusti Paasikivi qu'en 1949, après une hospitalisation.

## Reconnaissance
Risto Ryti est inhumé au cimetière d'Hietaniemi (U25-13-5) à Helsinki.

### Prix et décorations
- : Grand-croix de l'ordre de la Rose blanche
- : Grand-croix de l'ordre du Lion de Finlande
- : Grand-croix de l'ordre de la croix de la Liberté
- : Ordre de l'Aigle allemand en or avec étoile
- : Chevalier commandeur de l'ordre royal de Victoria